# Infiniti QX30

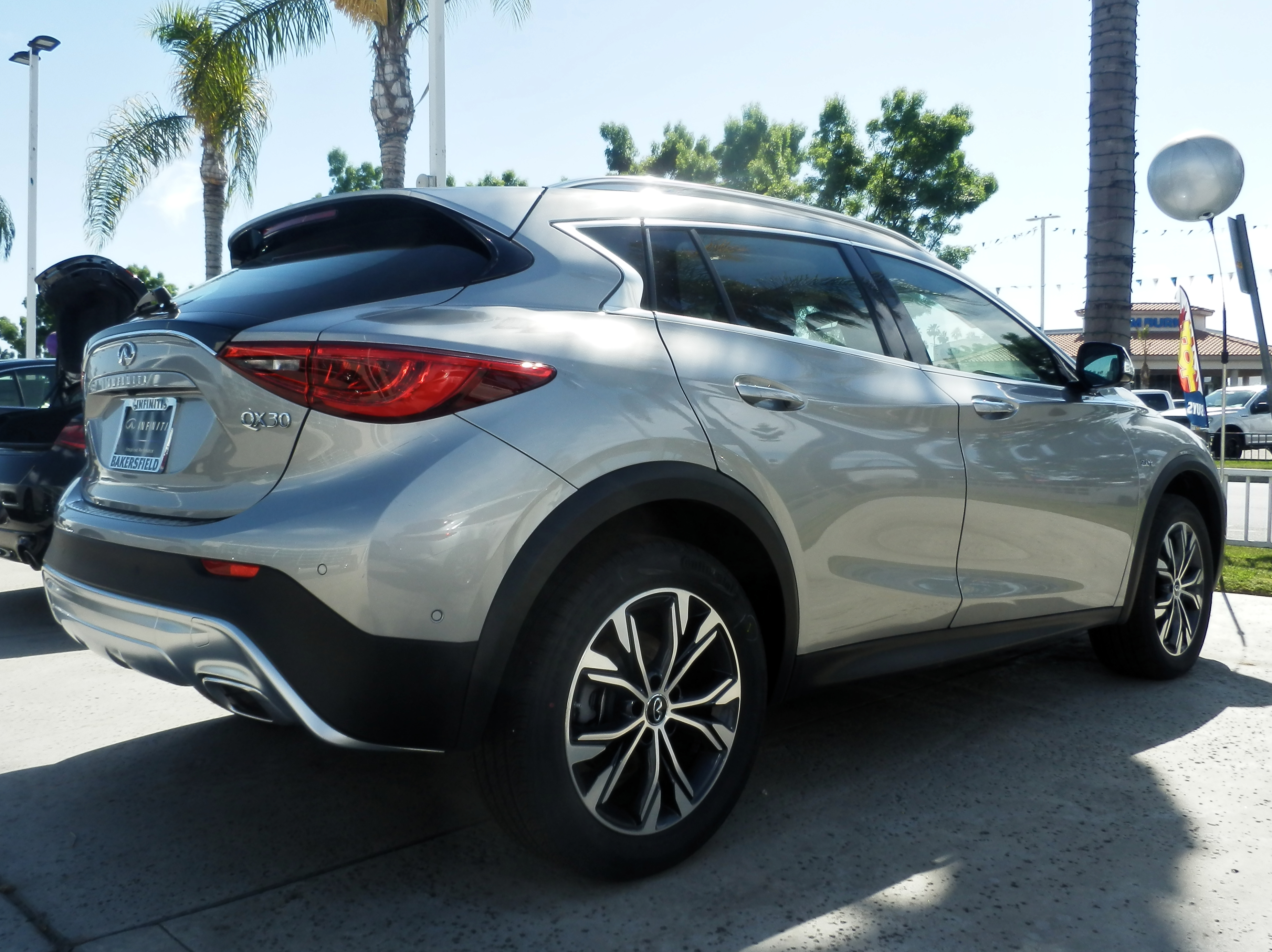
Vista trasera

El Infiniti QX30 es un  crossover del segmento C fabricado y vendido por Infiniti, la marca de lujo de Nissan. Inspirado en el Infiniti Q30, ofrece una altura de conducción aumentada hasta 20 cm, y sobre todo, es un SUV compacto.
Mide unos 1.515 mm de alto; 4.425 mm de largo y 1.815 mm de ancho.

## Concepto del 2015
Incluye ruedas de 21 pulgadas, llantas grandes y un mayor espacio alrededor de la apertura de la rueda, con un parachoques delantero de cromo satinado.
Fue conocido en el Salón Internacional del Automóvil de Ginebra, seguido por el Auto Show Internacional de Nueva York del 2015.
El vehículo se dio a conocer en el Salón Internacional del Automóvil de Ginebra, seguido por el 2015 Auto Show Internacional de Nueva York.

## Primera generación (2016-presente)
Basado en la Mercedes-Benz GLA,  incluye  frente rediseñado y parachoques traseros,travesaños laterales de grano, acabada con inserciones cromadas satinadas con acabado metálico junto con una mayor altura de manejo.
El QX30 fue revelado en el  Salón de coches de LA en 2015 y Auto Guangzhou (2015), seguido por el salón de automóviles de Geneva  (2016).
Los modelos de Estados Unidos  y Canadá salieron a la venta en 2016, El modelo del 2017  poseía  un motor de 4 cilindros con turbo sobre cargado que le ofrecen 170 Caballos de Potencia (versión de calle)
Hablando de la trasmisión, 6 velocidades de dual clutch automática
Los modelos europeos salieron a la venta en verano 2016. Los modelos tempranos incluyeron una Transmisión   4X4 con 7 velocidades dual clutch

### Motores
| Modelo   | Años  | Código/de tipo                                          | Power, Torque@rpm                                                    |
| -------- | ----- | ------------------------------------------------------- | -------------------------------------------------------------------- |
| 2.0t     | 2016- | 1,991 cc (121 ) I4 turbo (Mercedes-Benz M 270 DE 20 AL) | 211PS (155kW; 208 Hp/ 170CV)@7000, 350 N.m (258 lb-ft)@1200-6000 Rpm |
| 2.0t AWD | 2016- | 1,991 cc (121 ) I4 turbo (Mercedes-Benz M 270 DE 20 AL) | 211PS (155kW; 220 Hp/ 190CV) @5000, 300 N.m (240 lb-ft) @1250-4000   |

| Modelo   | Años  | Código/de tipo                                           | Power, Torque@rpm                                                   |
| -------- | ----- | -------------------------------------------------------- | ------------------------------------------------------------------- |
| 2.2d AWD | 2016- | 2,143 cc (131 ) I4 turbo (Mercedes-Benz OM 651 DE 22 LA) | 170 PS (130 kW 240hp 220CV)@3400-4000, 425N⋅m (258 lb⋅ft)@1400-3400 |

| Modelo   | Años  | Tipos                    |
| -------- | ----- | ------------------------ |
| 2.0t     | 2016- | 6 Marchas automático dct |
| 2.0t AWD | 2016- | 7 marchas automático dct |

| Modelo   | Años  | Tipos                |
| -------- | ----- | -------------------- |
| 2.2d AWD | 2016- | 7 Marchas manual dct |

El Infiniti QX30 del año 2017 está Hecho en Sunderland, UK, con los motores reunidos en Alemania.

### Marketing
El QX30, también fue lanzado en Reino Unido, un QX30 con 48.000 tachuelas de cobre adheridas a la mitad del QX30 fue revelado en la feria de arte de Londres en 2016 en el Centro de negocios de Islington